# 中国免疫学会
中国免疫学会是由中华人民共和国免疫学科技工作者所组成的群体性学术团体，是中国科学技术协会主管的社会团体，1988年10月成立。